# بوزون

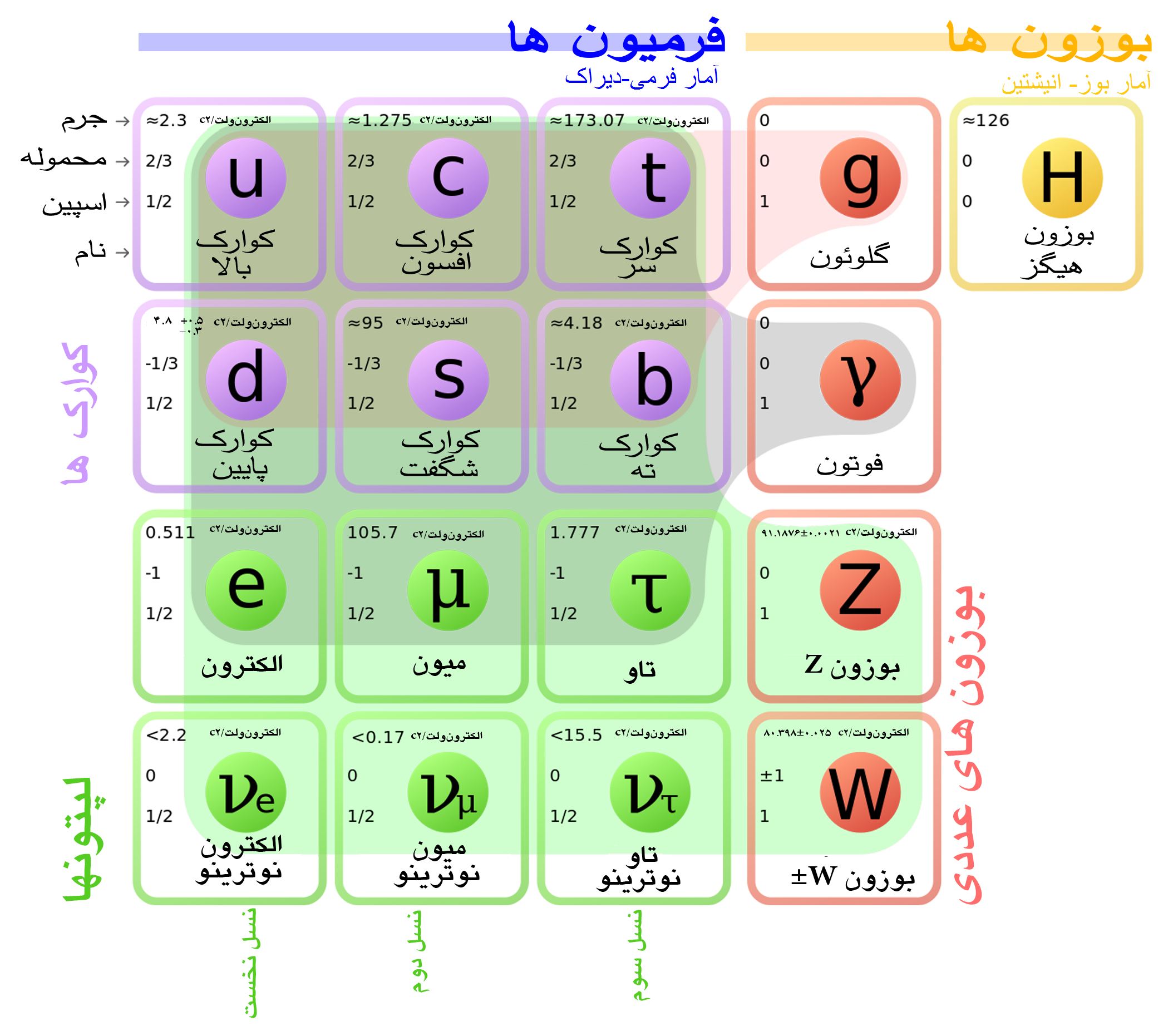
مدل استاندارد ذرات بنیادی، به همراه بوزون‌ها در ستون آخر جدول

در فیزیک ذرات، بوزون‌ها (انگلیسی:Boson) ذره‌هایی با عدد اسپین غیر کسری هستند که از آمار بوز-اینشتین پیروی می‌کنند و بر اساس نام ساتیندرا بوز نام‌گذاری شده‌اند. در مقابل آن‌ها فرمیون‌ها با عدد اسپینِ نیم-درست هستند که از آمار فرمی-دیراک پیروی می‌کنند. بوزون‌ها برخلاف فرمیون‌ها از  اصل پاولی پیروی نمی‌کنند و می‌توانند چندین بوزون هم‌زمان در یک حالت کوانتومی قرار گیرند.
بوزون‌ها ممکن است ساده و بنیادین باشند مانند فوتونها، یا مرکب باشند مثل مزونها. همهٔ بوزون‌ها دارای اسپین صحیح هستند؛ بر خلاف فرمیون‌ها که دارای اسپین نیم-صحیح هستند. این با قضیهٔ اسپین-آمار مطابقت دارد: در تئوری میدان کوانتوم نسبیتی ذره‌ها با اسپین صحیح بوزون هستند و ذره‌ها با اسپین نیمه صحیح فرمیون هستند.
همهٔ بوزون‌ها ذرات مرکب‌اند به جز ۵ ذرهٔ بنیادی که در مدل استاندارد ذرات آمده‌اند:
- ۴ بوزون پیمانه‌ای:
  - گلوئون g
  - Z
  - ±W
  - فوتون γ
- بوزون هیگز H.

بوزون‌های مرکب در ابرشارگی و بعضی کاربردهای حالت چگالش بوز-انیشتین نقش دارند.

## تعریف و ویژگی‌های بنیادین

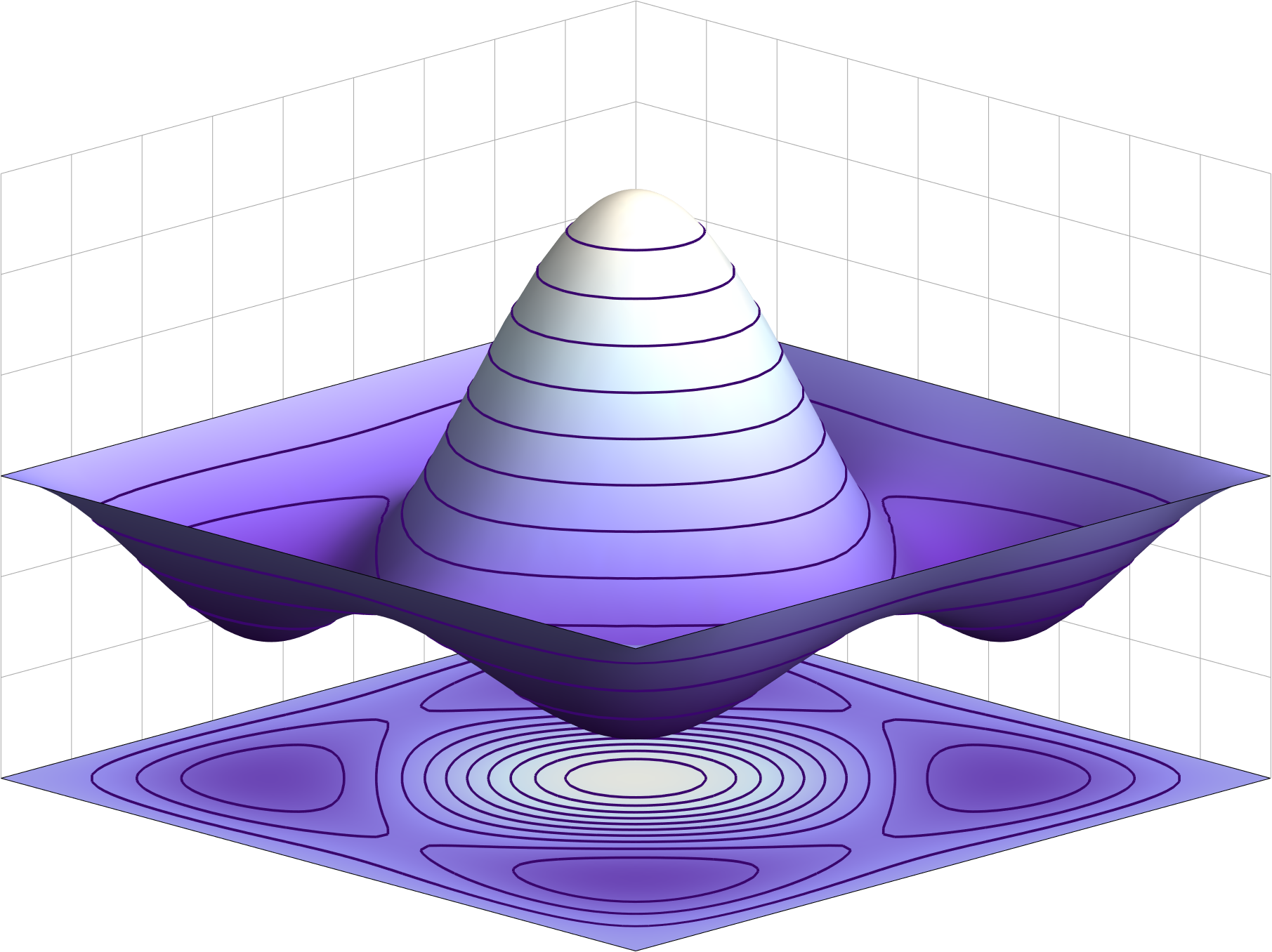
تابع موج متقارن یک بوزون

بر اساس تعریف، بوزون‌ها ذره‌هایی هستند که از آمار بوز انیشتین پیروی می‌کنند. در یک سامانه کوانتومیِ دو-ذره، برای بوزون‌ها تابع موج سامانه متقارن است. به بیانی ساده و نه چندان درست، می‌شود گفت که وقتی جای ۲ بوزون با هم عوض شود، تابع موج سامانه نمی‌دگرد، در حالی که فرمیون‌ها از آمار فرمی-دیراک و اصل طرد پاولی پیروی می‌کنند و برخلاف بوزون‌ها در یک سامانهٔ کوانتومی دو-ذره، تابع موج سامانه باید نامتقارن باشد به بیان ساده وقتی جای دو فرمیون عوض شود، تابع موج سامانه منفی خواهد شد.
ویژگی‌هایلیزرها و میزرها (تقویت امواج مایکروویو)، ابرشارگی هلیوم-۴ و حالت چگالش بوز-انیشتین، همگی از اثر بوزون‌ها است.
نتیجه دیگر این است که طیف یک گاز فوتونی در تعادل گرمایی، به شکل طیف ماکسول خواهد بود، مثل طیف تابش جسم سیاه یا تابش زمینهٔ کیهانی.
در همهٔ نیروهایی که ما می‌شناسیم، کنش و واکنش‌های بوزون‌های مجازی وفرمیون‌های حقیقی دخیل هستند. بوزون‌هایی که در این تعامل‌ها شرکت می‌کنند، بوزون‌های پیمانه‌ای نامیده می‌شوند.
همهٔ ذره‌های بنیادین که ما می‌شناسیم یا بوزون هستند یا فرمیون. ذره‌ها با اسپین نیمه درست را فرمیون و ذره‌ها با اسپین درست بوزون‌ها هستند. در مکانیک کوانتومی این مشاهده کاملاً تجربی است در حالی که در مکانیک کوانتوم نسبیتی بنا به قضیهٔ اسپین-آمار، ذرات با اسپین نیمه صحیح نمی‌توانند بوزون و ذرات با اسپین صحیح نمی‌توانند فرمیون باشند.
در سامانه‌های بزرگ تفاوت میان آمار بوزونی و فرمیونی فقط در غلظت‌های بالا معلوم می‌شود. در غلظت‌های پایین، هر دو سیستم با دقت خوبی از توزیع ماکسول-بولتزمن پیروی می‌کنند.

## بوزون‌های بنیادی
همه ذرات بنیادی یا بوزون هستند یا فرمیون. بوزون‌های ساده یا بنیادی مشاهده شده، بوزون‌های پیمانه‌ای هستند مثل فوتون‌ها و بوزون‌های w, zو گلوئون.
- فوتون‌ها حامل نیروی میدان الکترومغناطیسی هستند.
- بوزون‌های Z و ±W، حامل نیروی هسته‌ای ضعیف هستند.
- گلوئون حامل نیروی بنیادین نیروی هسته‌ای قوی هستند.

در آخر، بسیاری از رویکردهای گرانش کوانتومی، حامل نیرویی برای گرانش در نظر می‌گیرند به نام گراویتون (graviton) که یک بوزون با اسپین ۲ است. وجود این ذره هنوز اثبات نشده‌است.

## بوزون‌های مرکب
ذرات مرکب مثل هسته و اتم می‌توانند بوزون یا فرمیون باشند، که بستگی به ترکیبات آن‌ها دارد. به‌طور دقیق به دلیل رابطه میان آمار و اسپین، ذراتی که تعداد زوجی از فرمیون‌ها را حمل می‌کند یک بوزون هستند تا وقتی که اسپین صحیح دارند.
مثال‌های دیگر شامل موارد زیر است:
- یک مزون که شامل ۲ فرمیون کوارک است یک بوزون است.
- هسته اتم کربن-۱۲ که شامل ۶ پروتون و ۶ نوترون است، یک بوزون است.
- اتم هلیوم-۴ که تشکیل شده از ۲ پروتون و ۲نوترون و۲ الکترون، یک بوزون است.

تعدادی از بوزون‌ها از ذرات مرکب تشکیل شده‌اند مثلاً از ذرات ساده که پتانسیل محدودی دارند و این که یک بوزون باشد یا فرمیون تأثیری ندارد.